# Salomon (hoorspel)
Salomon is een hoorspel naar het zeventiende-eeuwse treurspel Salomon van Joost van den Vondel, bewerkt door Eelco Elzenga. De NCRV zond het uit op maandag 25 november 1974 van 20:15 uur tot 21:45 uur, met een muzikale omlijsting van Hans Verzijl, uitgevoerd door Marion Verbruggen] & Marion van der Veer (kromhoorn, zink & blokfluit) en Hans Verzijl (hakkebord, luit & slagwerk). De regisseur was Johan Wolder.

## Rolbezetting
- Paul van der Lek (wetgeleerde)
- Hein Boele (Ithobal, een Sidonisch hofpriester)
- Angélique de Boer (hofjoffer)
- Sacha Bulthuis (Sidonia, de koningin)
- Wim van den Brink (Salomon , de koning)
- Hans Veerman (Benajas, veldheer en hoofd van de lijfwacht)
- Dick Scheffer (Sanhedrin, de brede raad)
- Guus Hoes (Sabud, 's konings vertrouweling)
- Paul Deen (Sadock, de aartspriester)
- Els Buitendijk (rey (keer))
- Gees Linnebank (bode)
- Gijsbert Tersteeg (Nathan, de profeet)
- Hans Karsenbarg (toezang)
- Conny van Leeuwen (hofjoffer 2)
- Mieke Lelyveld (rey (tegenkeer))

## Inhoud
Salomon is op zijn oude dag nog verschrikkelijk verliefd op zijn koningin Sidonia en geeft haar wat zij vraagt. Zo heeft Sidonia toestemming gekregen net buiten de muren van Jeruzalem een tempel voor Astarte te bouwen. Het treurspel begint op de dag van de inwijding van deze tempel. Een Joodse wetgeleerde verzet zich tegen de uitnodiging van Ithobal, de hogepriester van Astarte, om de godin te komen vereren...